# II. Engelschalk osztrák őrgróf
II. Engelschalk osztrák őrgróf (871–909).

## Élete
Apja, I. Engelschalk, és nagybátyja II. Vilmos halála után a trónt Aribo, feltehetően szintén Engelschalk nagybátyja foglalta el Engelschalk elől, aki a jogos örökös lett volna. Ezért az ifjú trónörökös fellázította testvéreit és unokatestvéreit a trónbitorló ellen. Ezzel kezdődött meg az úgynevezett Vilmosi háború, amely 882-től 884-ig húzódott. Miután vereséget szenvedett Aribótól és támogatóitól, Szvatopluk morva fejedelemtől és III. Kövér Károly frank császártól, Karintiai Arnulfhoz menekült, aki nem volt hajlandó kiadni őket Aribónak és Szvatopluknak. Miután Arnulf 887-ben király lett, Engelschalk arra számított hogy megkapja a kért támogatást, Aribo azonban már úgy megszilárdította hatalmát, hogy az újdonsült király nem mert belevágni egy kilátástalan háborúba.
Feltételezhetően még 883 előtt Engelschalk elfogta Arnulf törvénytelen lányát, Ellinratot és valószínűleg feleségül is vette, ezzel kényszerítve Arnulfot, hogy támogassa követeléseit. Ez a terve azonban kudarcba fulladt, így Engelschalknak Morvaországba kellett menekülnie. Még ebben az évben a bajor arisztokrácia képviselői felkeresték őt Regensburgban, hogy tárgyalást kezdeményezzenek vele, és megakadályozzák Arnulf Morvaország ellen tervezett hadjáratát.
| Előd: II. Vilmos és I. Engelschalk | II. Engelschalk osztrák őrgróf (871 – 909) | Utód: Burkhard |